# Lutjanus
Lutjanus – rodzaj ryb z rodziny lucjanowatych. W języku polskim określane nazwą lucjany.

## Zasięg występowania
Występują w sąsiedztwie raf koralowych Morza Karaibskiego i Indopacyfiku.

## Cechy charakterystyczne
Ciało wrzecionowate, lekko bocznie ścieśnione, z dużą, ostro zakończoną głową. Płetwa grzbietowa z dłuższym odcinkiem ciernistym, ogonowa lekko wcięta lub prosta. Ubarwienie różnorodne od różowo-czerwonego po żółto-niebieskie. Największe osobniki osiągają ponad 1 m długości i do 30 kg masy ciała.

## Klasyfikacja
Gatunki zaliczane do tego rodzaju:
| - Lutjanus adetii - Lutjanus agennes – lucjan płowik - Lutjanus alexandrei - Lutjanus analis – lucjan muton - Lutjanus apodus – lucjan panek - Lutjanus aratus - Lutjanus argentimaculatus – lucjan gambra - Lutjanus argentiventris - Lutjanus bengalensis - Lutjanus biguttatus - Lutjanus bitaeniatus - Lutjanus bohar – lucjan dwuplamy, lucjan bohar - Lutjanus boutton - Lutjanus buccanella – lucjan bukanela - Lutjanus campechanus – lucjan czerwony - Lutjanus carponotatus - Lutjanus coeruleolineatus - Lutjanus colorado - Lutjanus cyanopterus - Lutjanus decussatus - Lutjanus dentatus - Lutjanus dodecacanthoides - Lutjanus ehrenbergii | - Lutjanus endecacanthus - Lutjanus erythropterus - Lutjanus eutactus – lucjan gwinejski - Lutjanus fulgens - Lutjanus fulviflamma – lucjan lampasek - Lutjanus fulvus - Lutjanus fuscescens - Lutjanus gibbus – lucjan trujący - Lutjanus goldiei - Lutjanus goreensis - Lutjanus griseus – lucjan szary - Lutjanus guilcheri - Lutjanus guttatus - Lutjanus inermis - Lutjanus janthinuropterus – lucjan jaskrawy - Lutjanus jocu - Lutjanus johnii – lucjan Jana - Lutjanus jordani - Lutjanus kasmira – lucjan kaszmirski - Lutjanus lemniscatus - Lutjanus lunulatus - Lutjanus lutjanus - Lutjanus madras | - Lutjanus mahogoni – lucjan czarnoplamy - Lutjanus malabaricus – lucjan malabarski - Lutjanus maxweberi - Lutjanus mizenkoi - Lutjanus monostigma - Lutjanus notatus - Lutjanus novemfasciatus - Lutjanus ophuysenii - Lutjanus peru - Lutjanus purpureus – lucjan purpurowy - Lutjanus quinquelineatus - Lutjanus rivulatus - Lutjanus rufolineatus - Lutjanus russellii - Lutjanus sanguineus - Lutjanus sebae – lucjan seba - Lutjanus semicinctus - Lutjanus stellatus - Lutjanus synagris – lucjan smugowy - Lutjanus timorensis - Lutjanus viridis - Lutjanus vitta - Lutjanus vivanus |

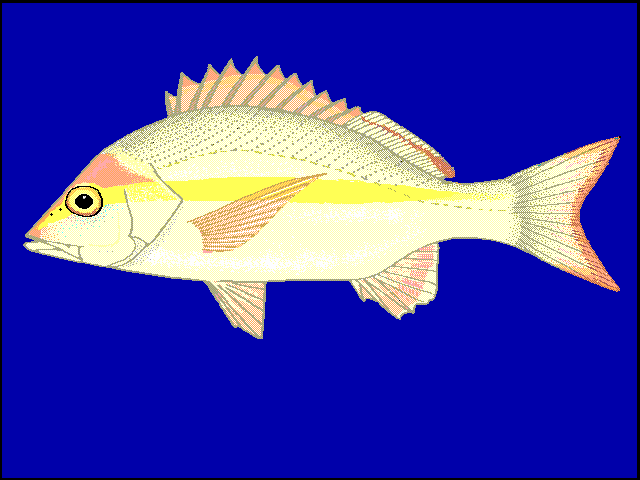
Lutjanus adetii
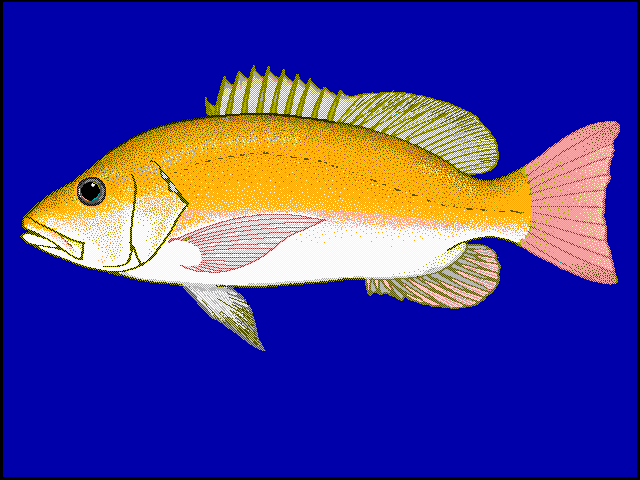
Lutjanus agennes
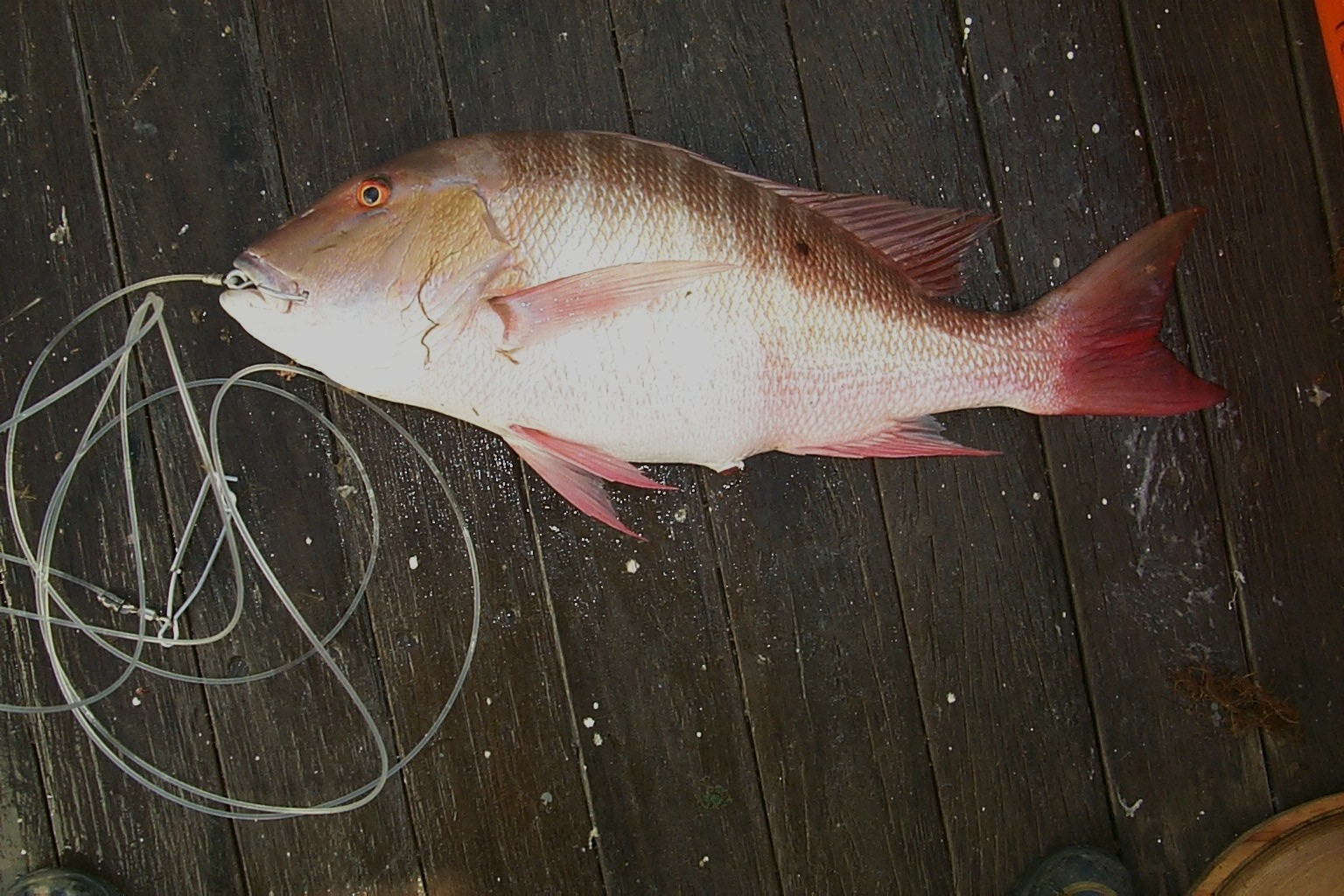
Lutjanus analis
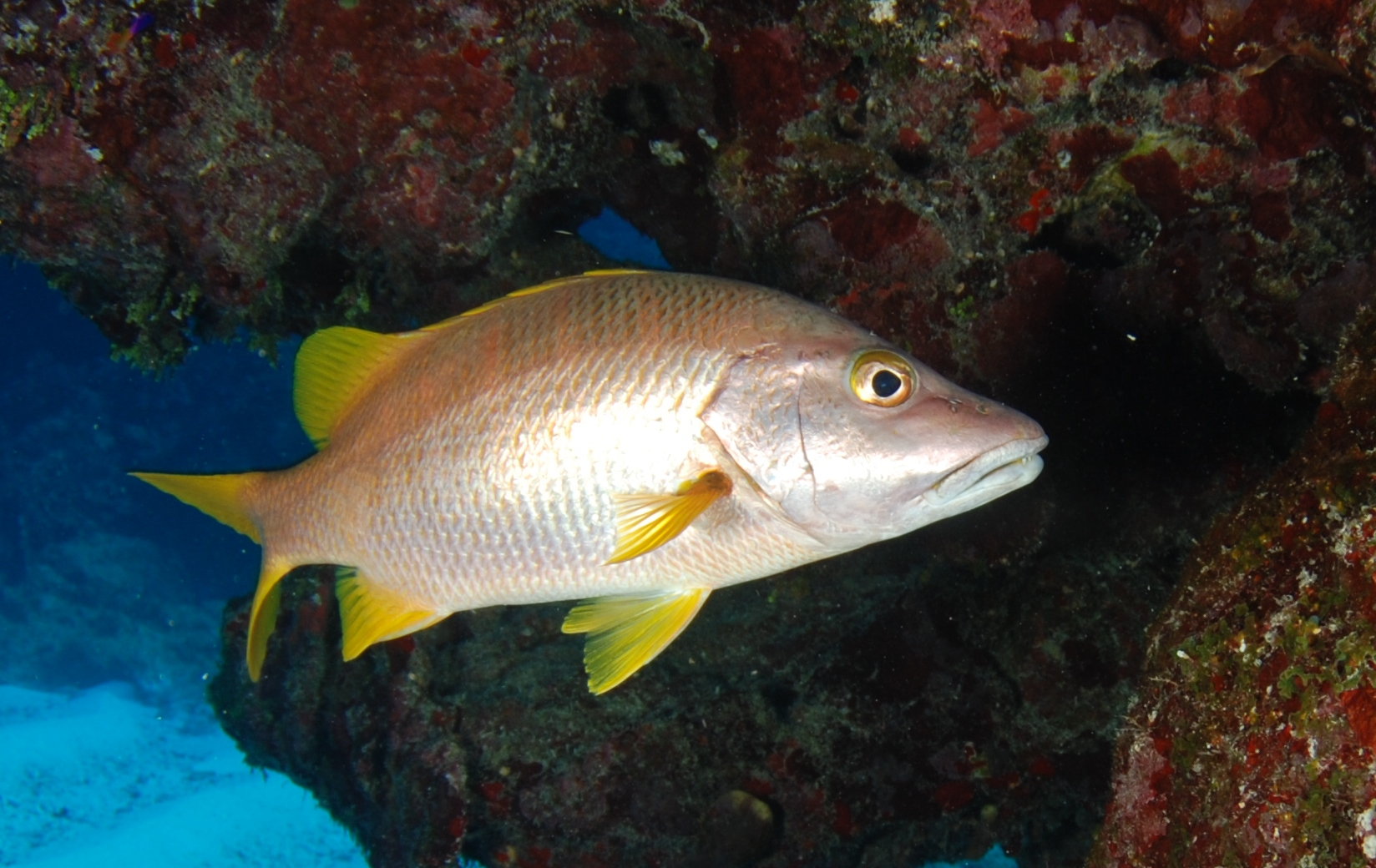
Lutjanus apodus
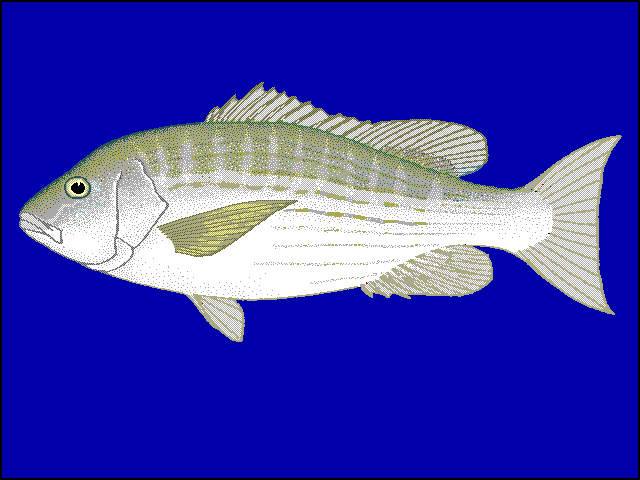
Lutjanus aratus
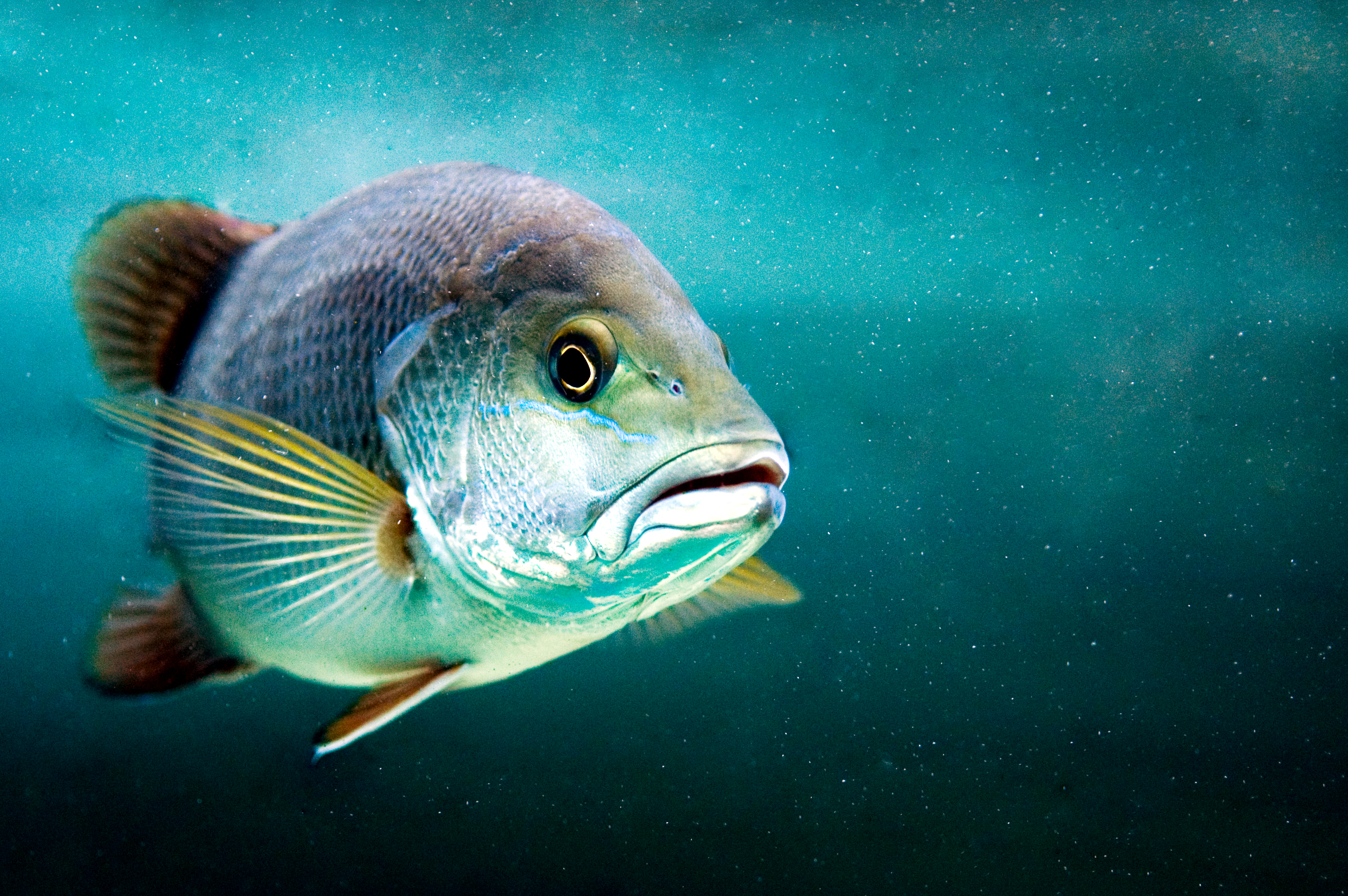
Lutjanus argentimaculatus
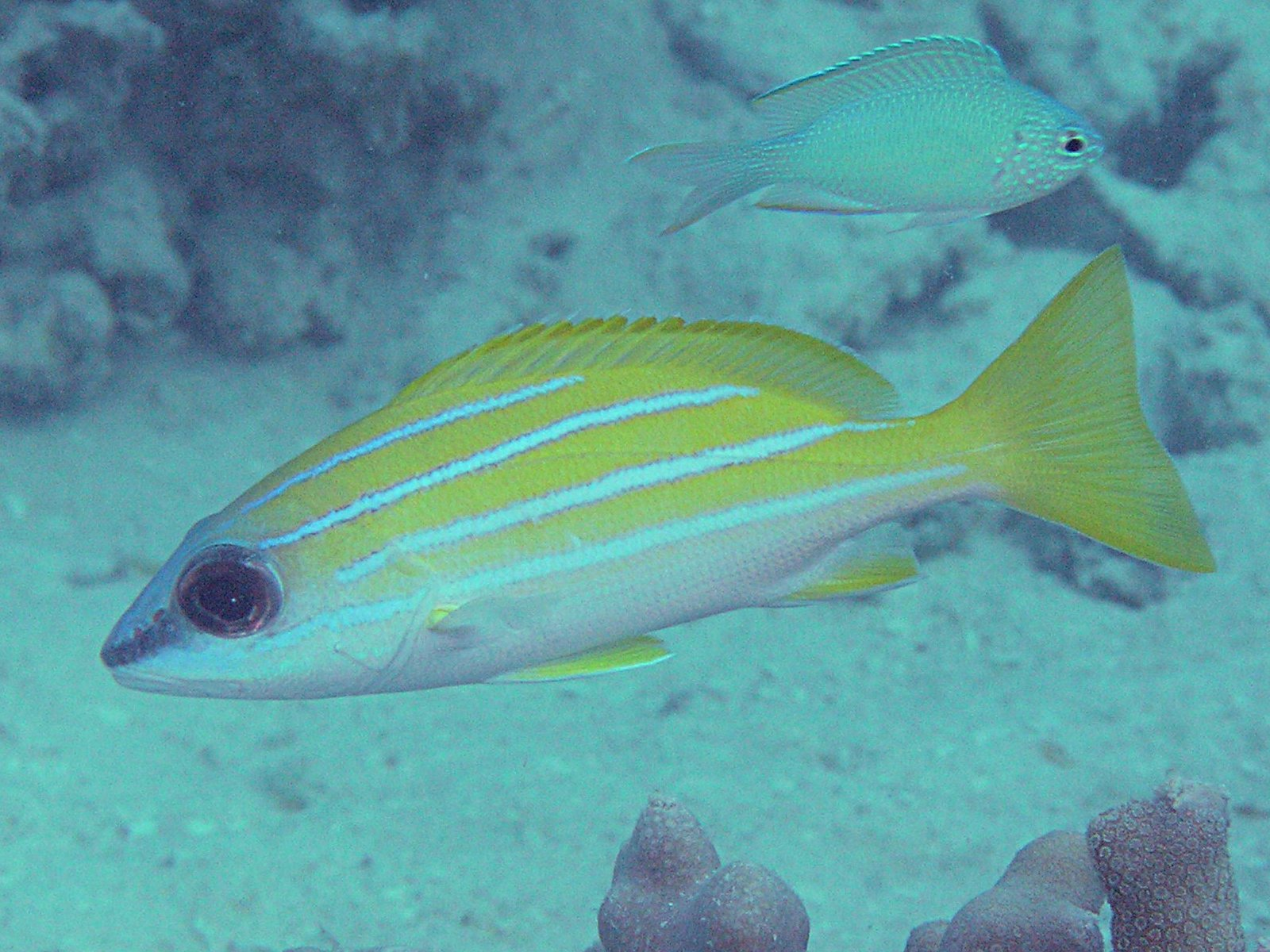
Lutjanus bengalensis
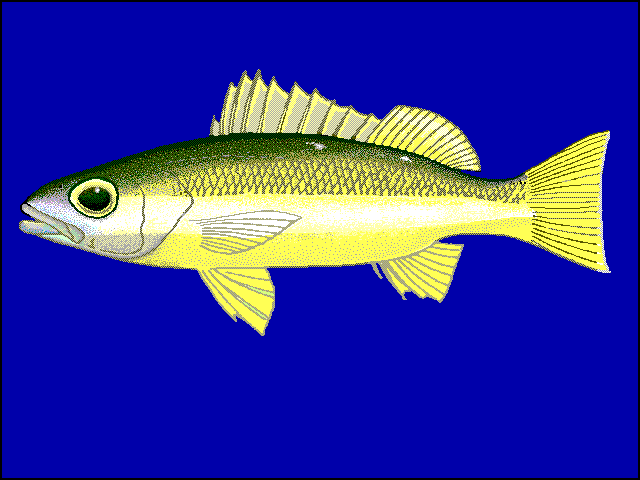
Lutjanus biguttatus
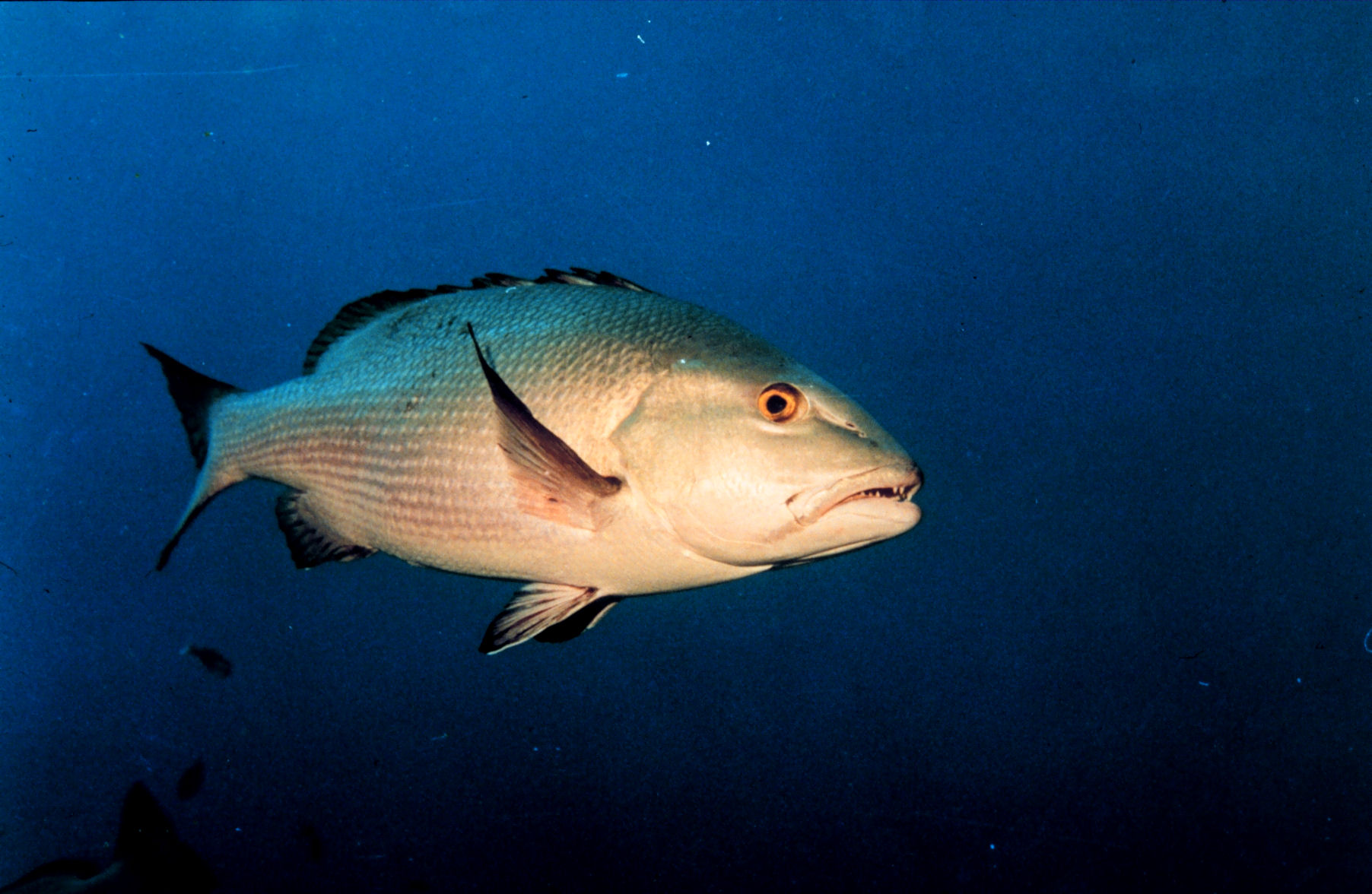
Lutjanus bohar
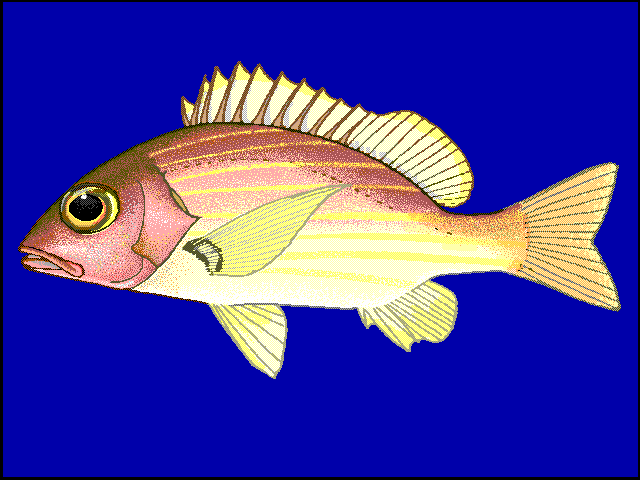
Lutjanus boutton
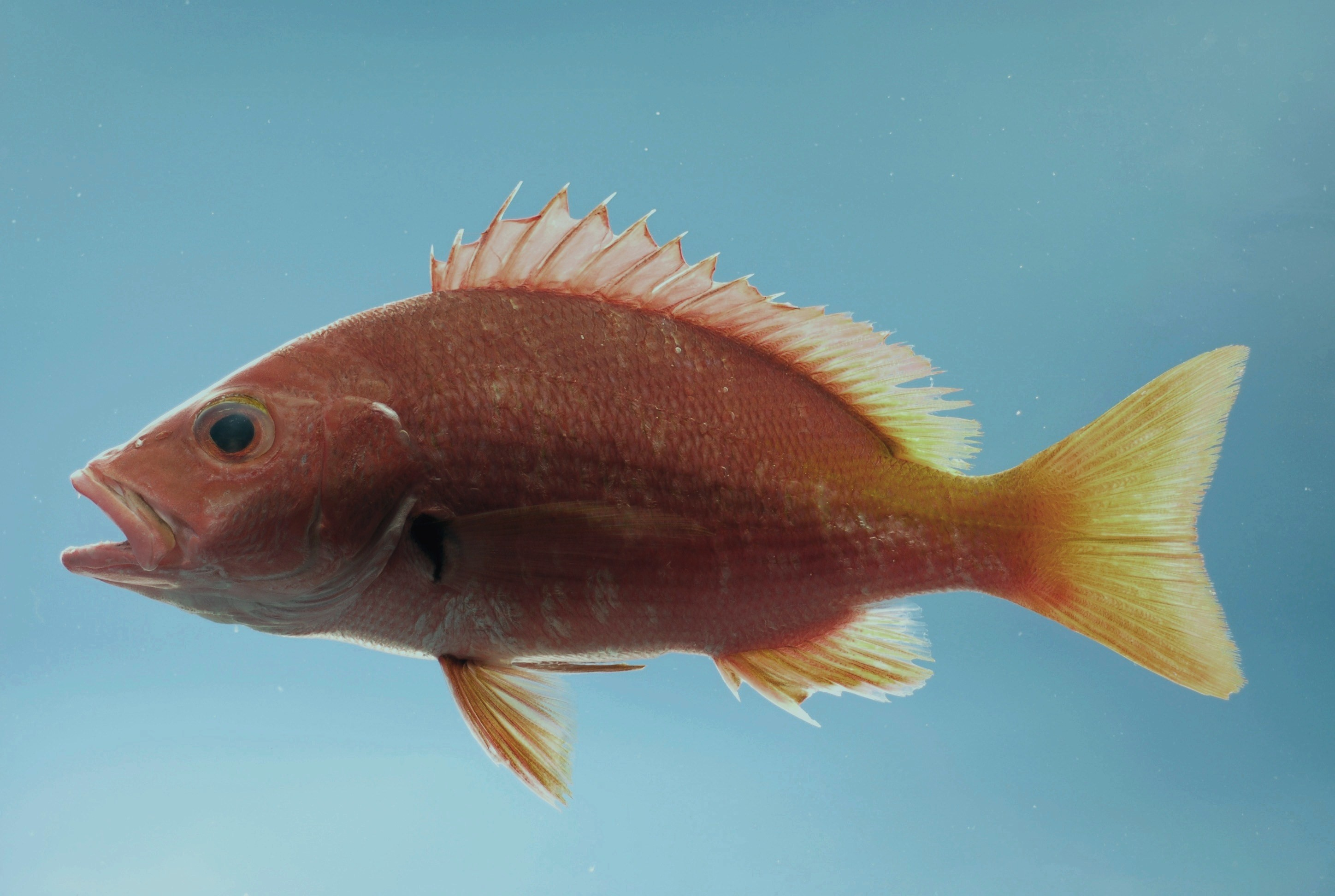
Lutjanus buccanella
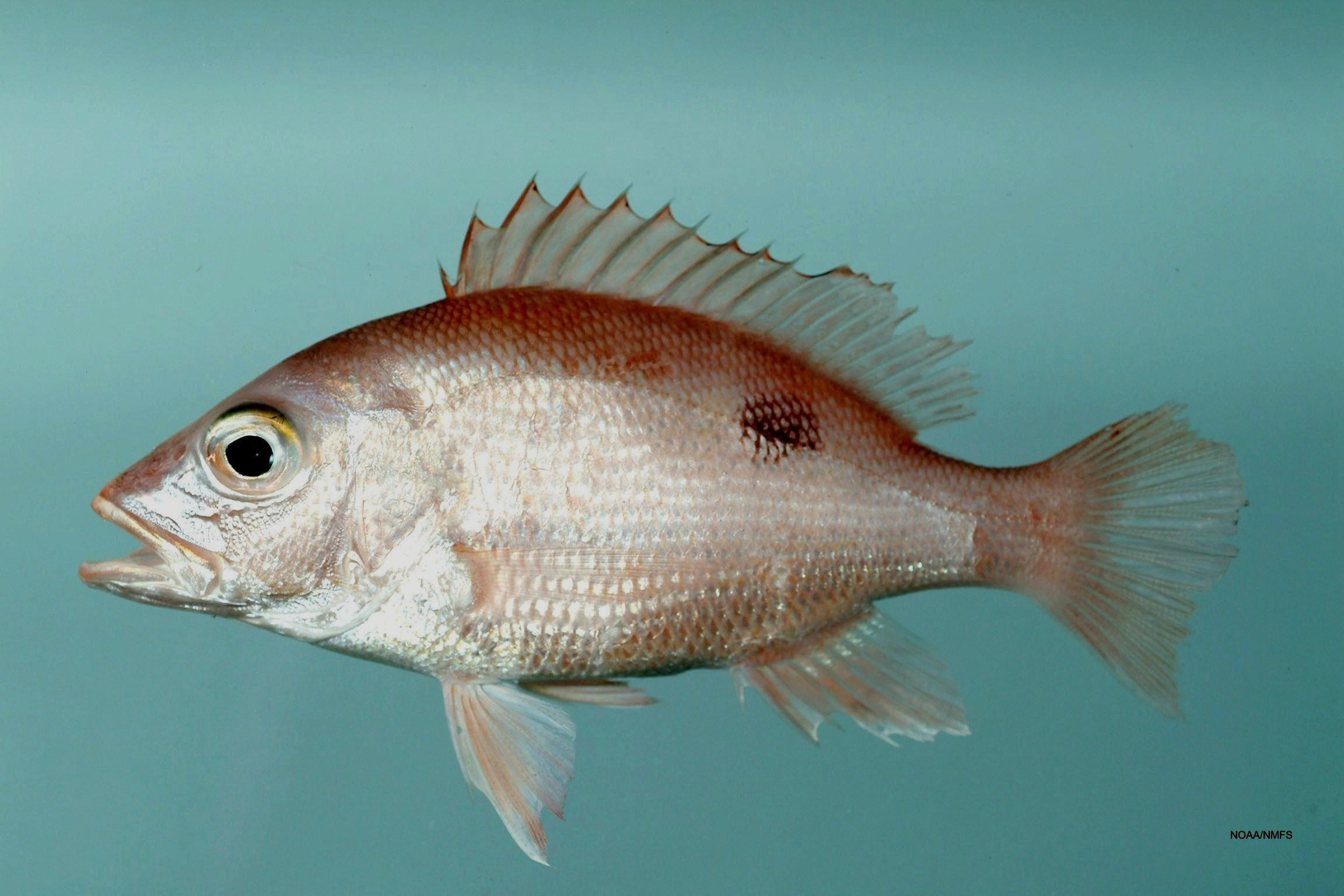
Lutjanus campechanus
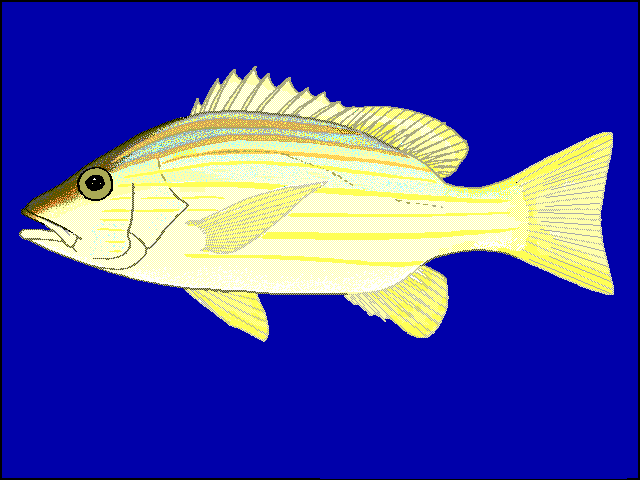
Lutjanus carponotatus
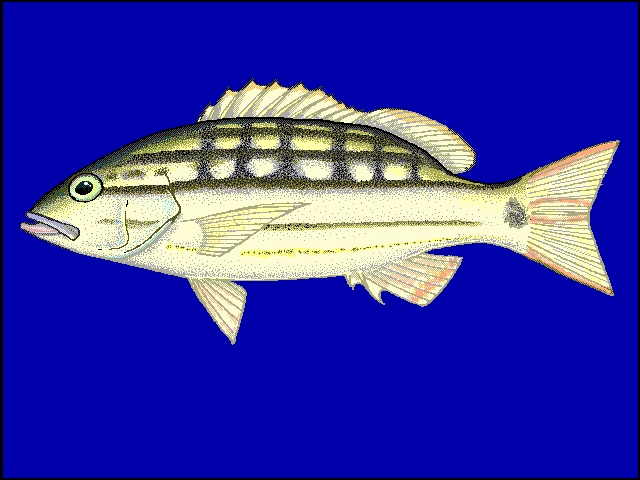
Lutjanus decussatus
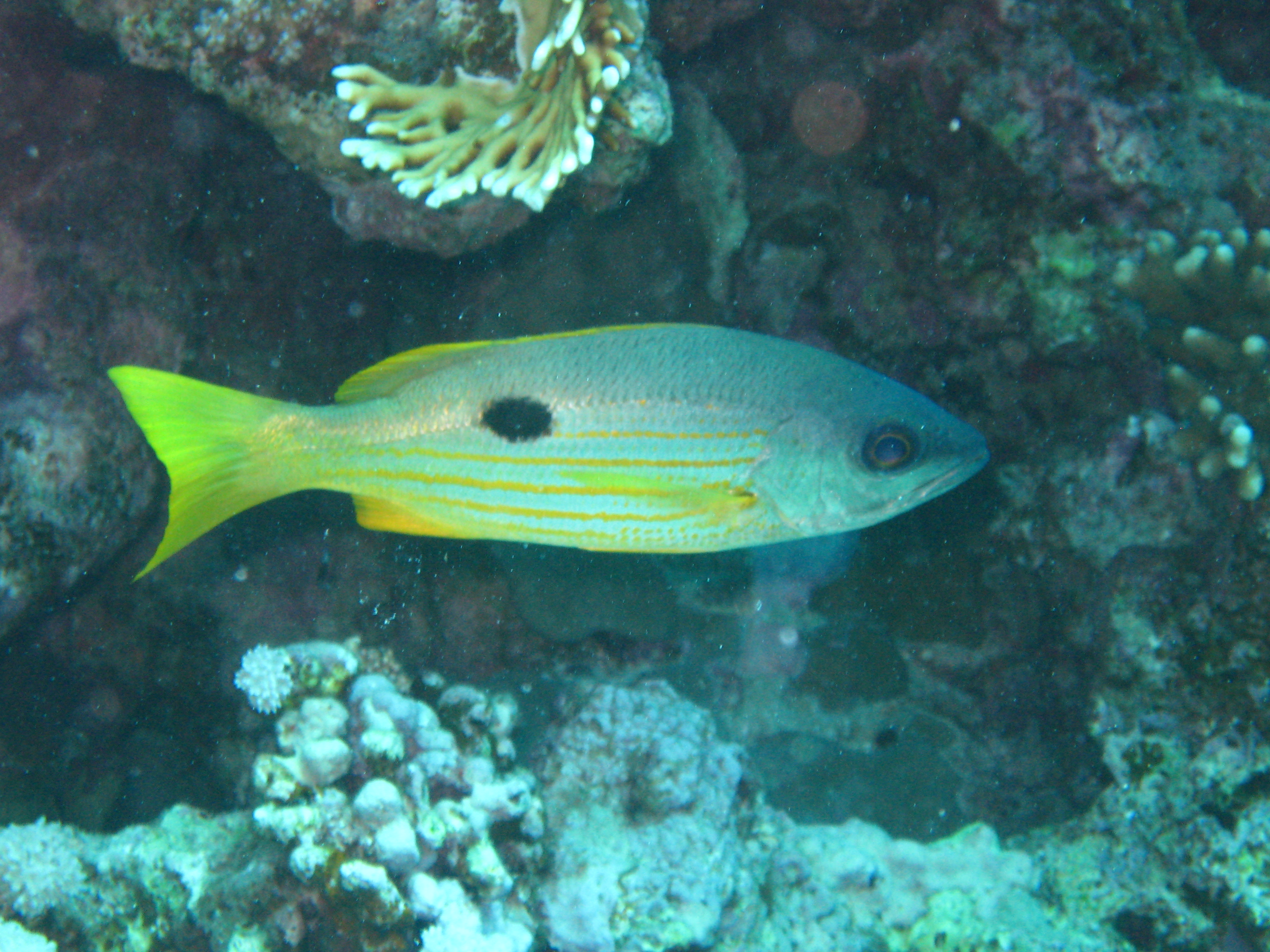
Lutjanus ehrenbergii
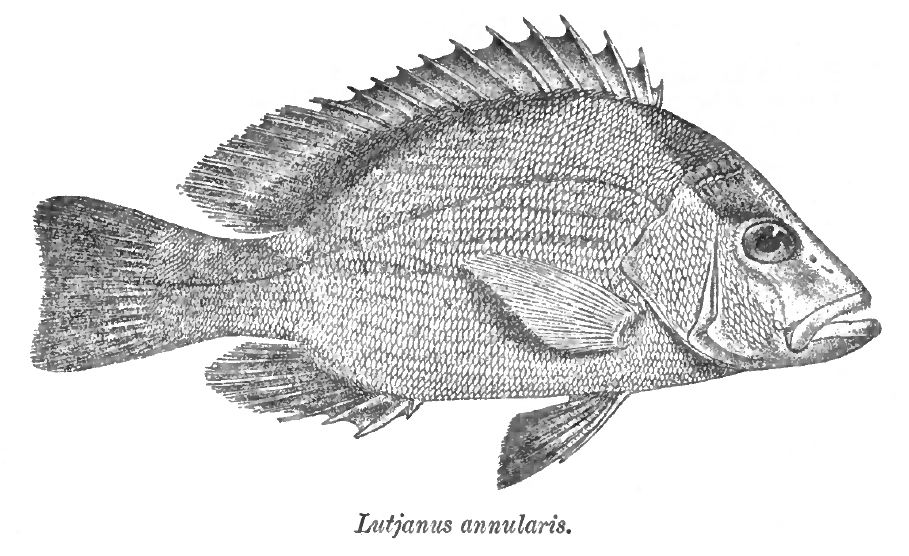
Lutjanus erythropterus
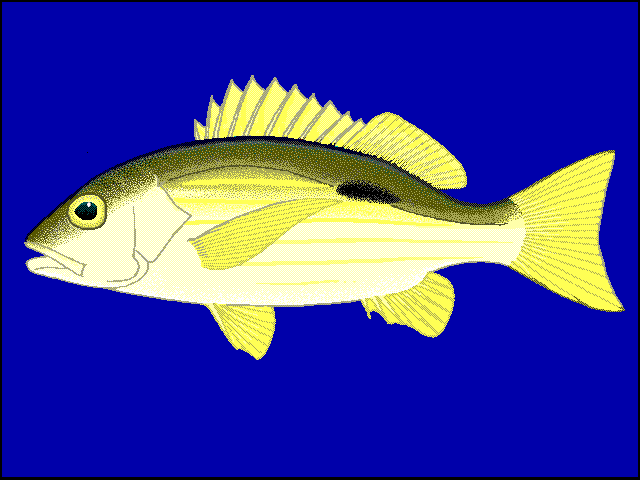
Lutjanus fulviflamma
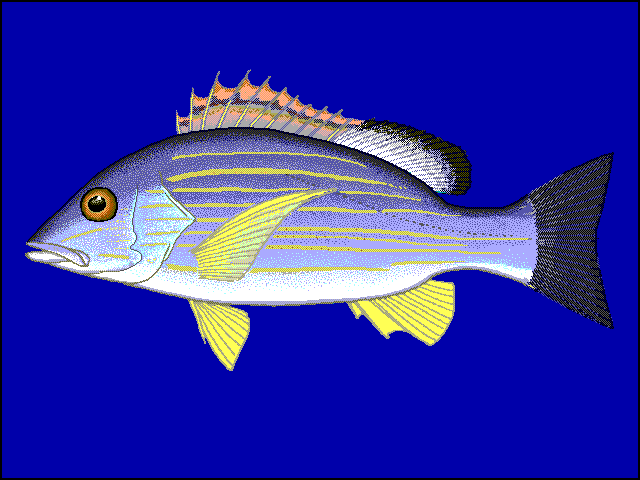
Lutjanus fulvus
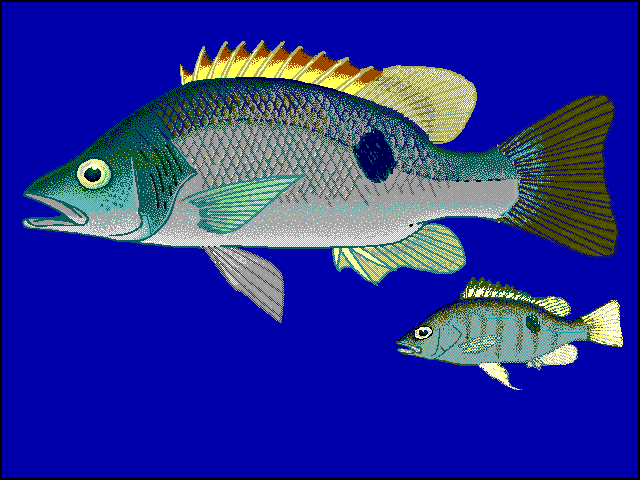
Lutjanus fuscescens
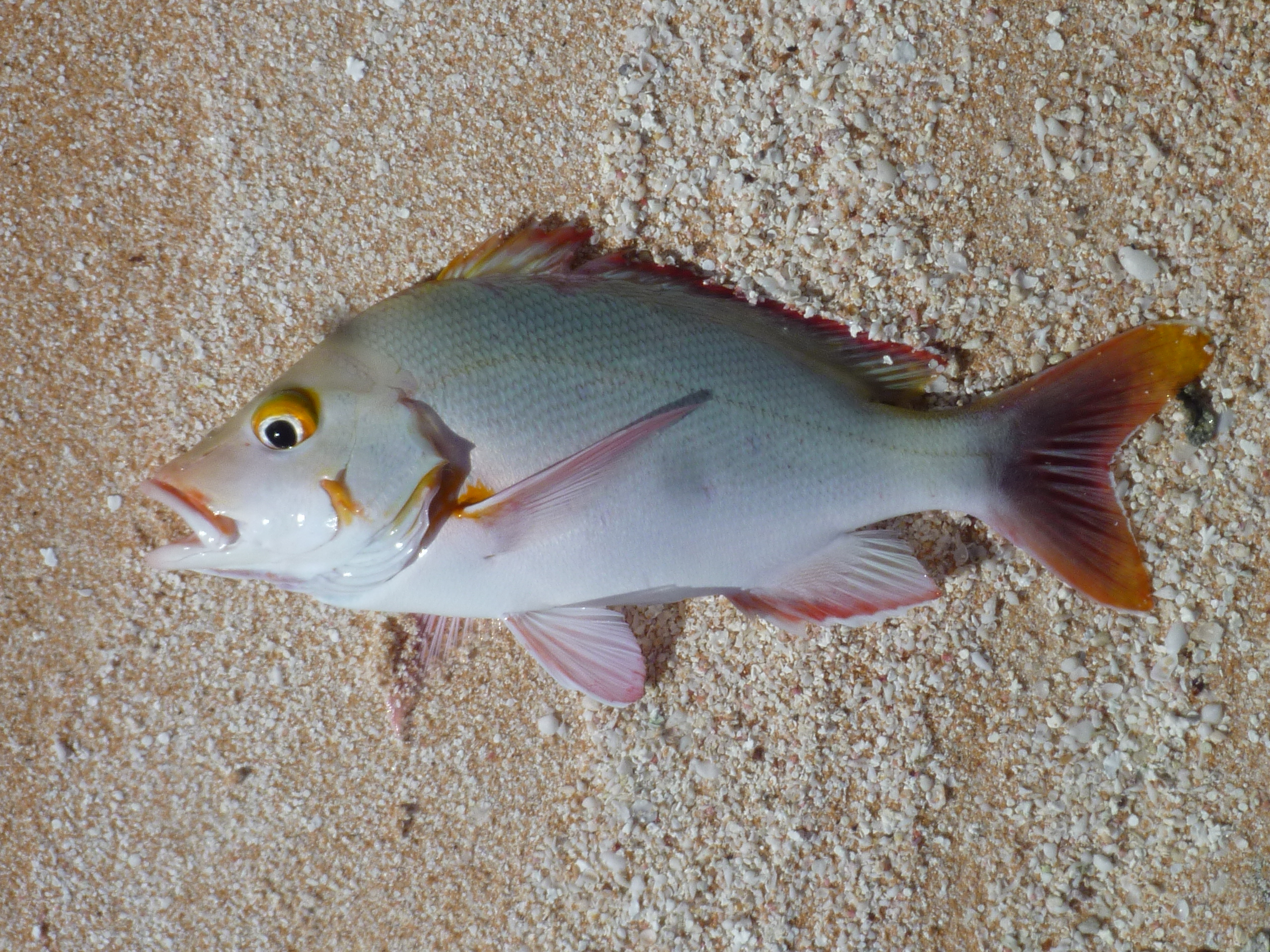
Lutjanus gibbus
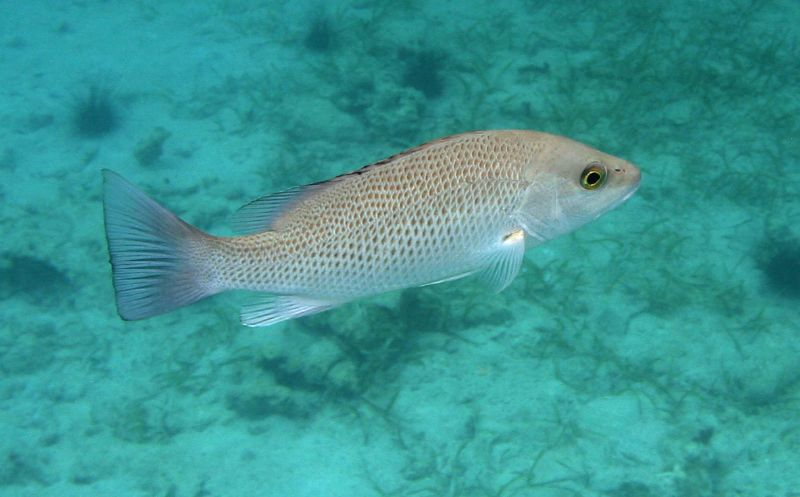
Lutjanus griseus
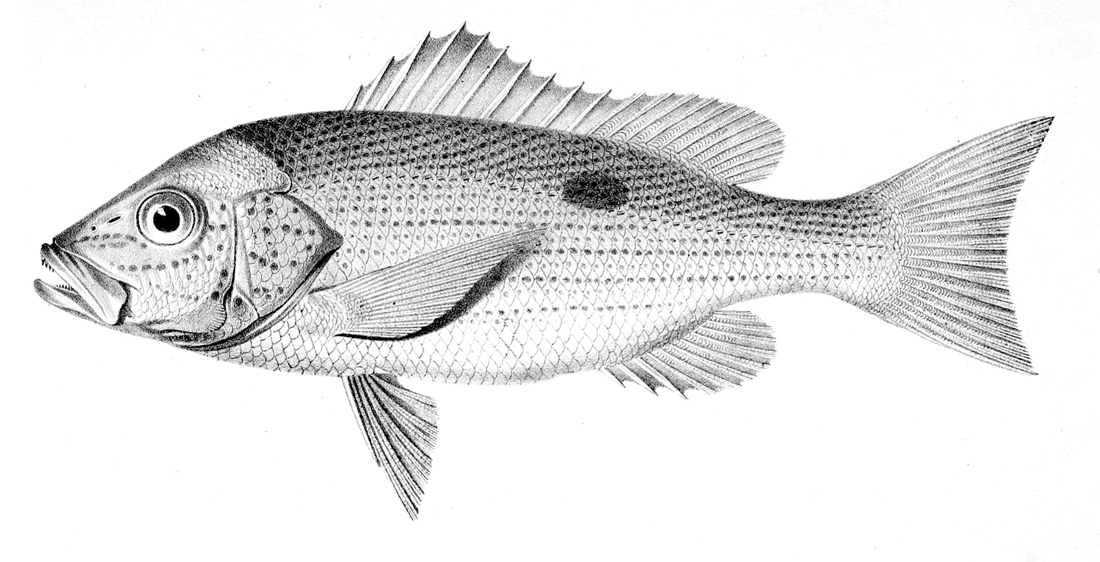
Lutjanus guttatus
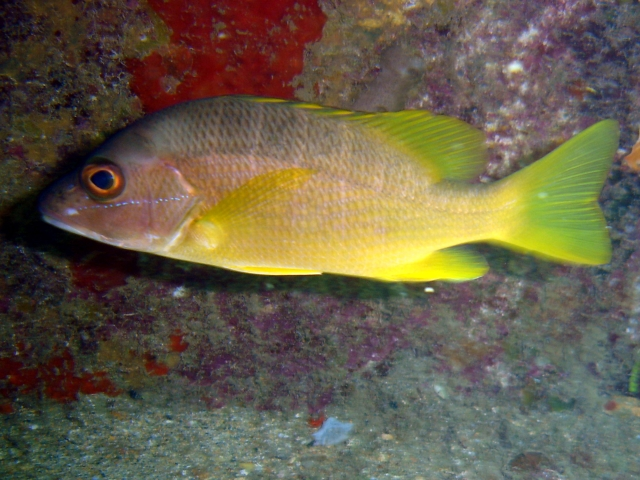
Lutjanus jocu
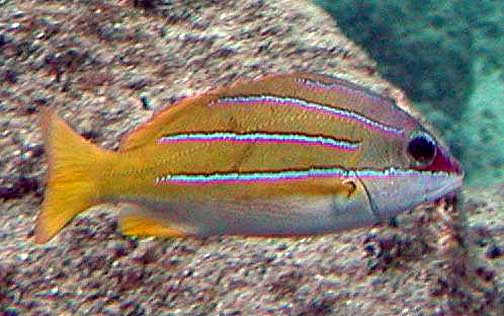
Lutjanus kasmira
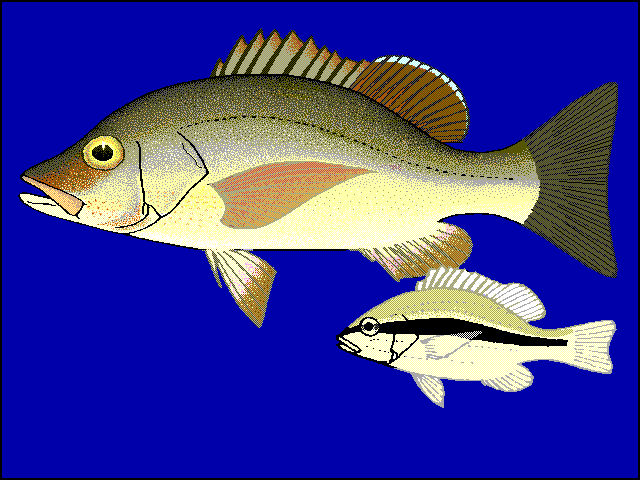
Lutjanus lemniscatus
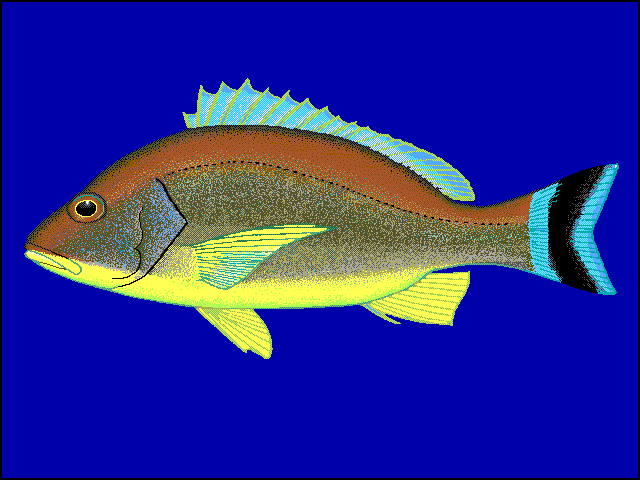
Lutjanus lunulatus
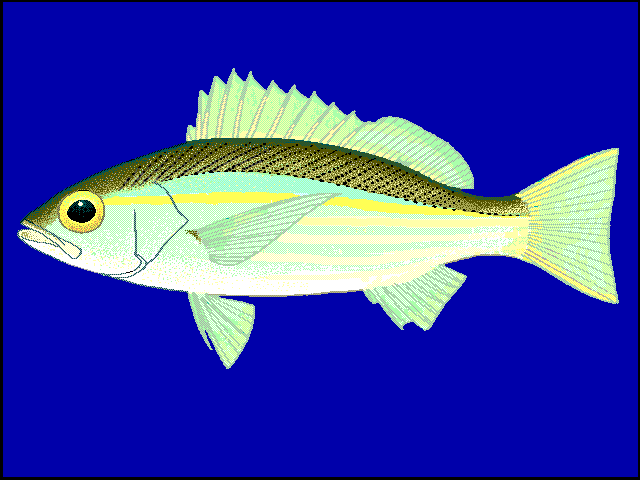
Lutjanus lutjanus
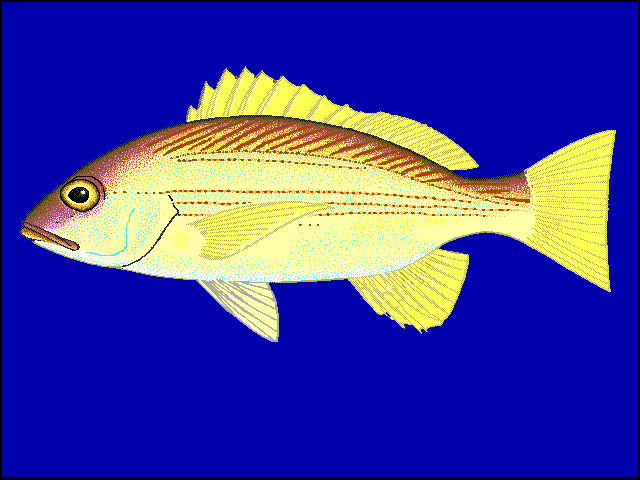
Lutjanus madras
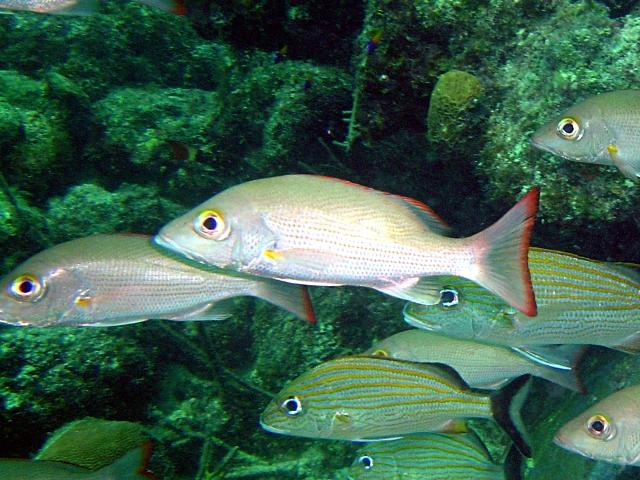
Lutjanus mahogoni
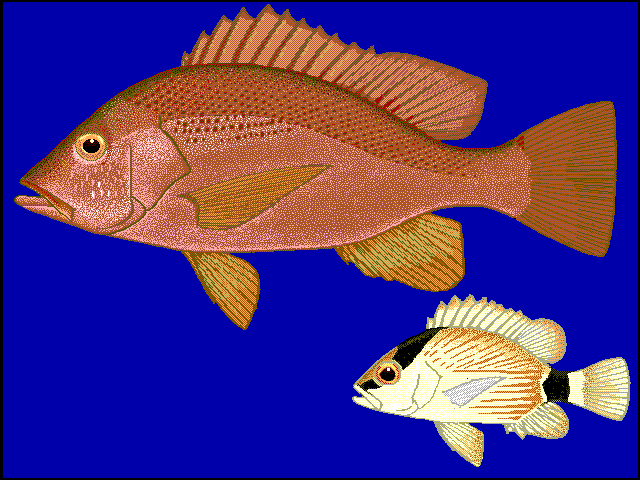
Lutjanus malabaricus
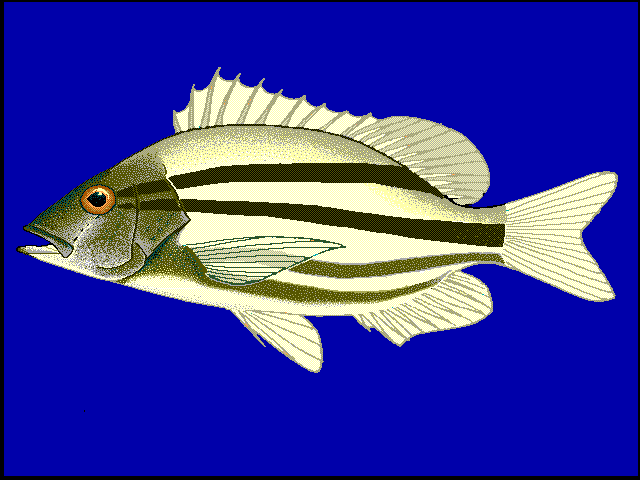
Lutjanus maxweberi
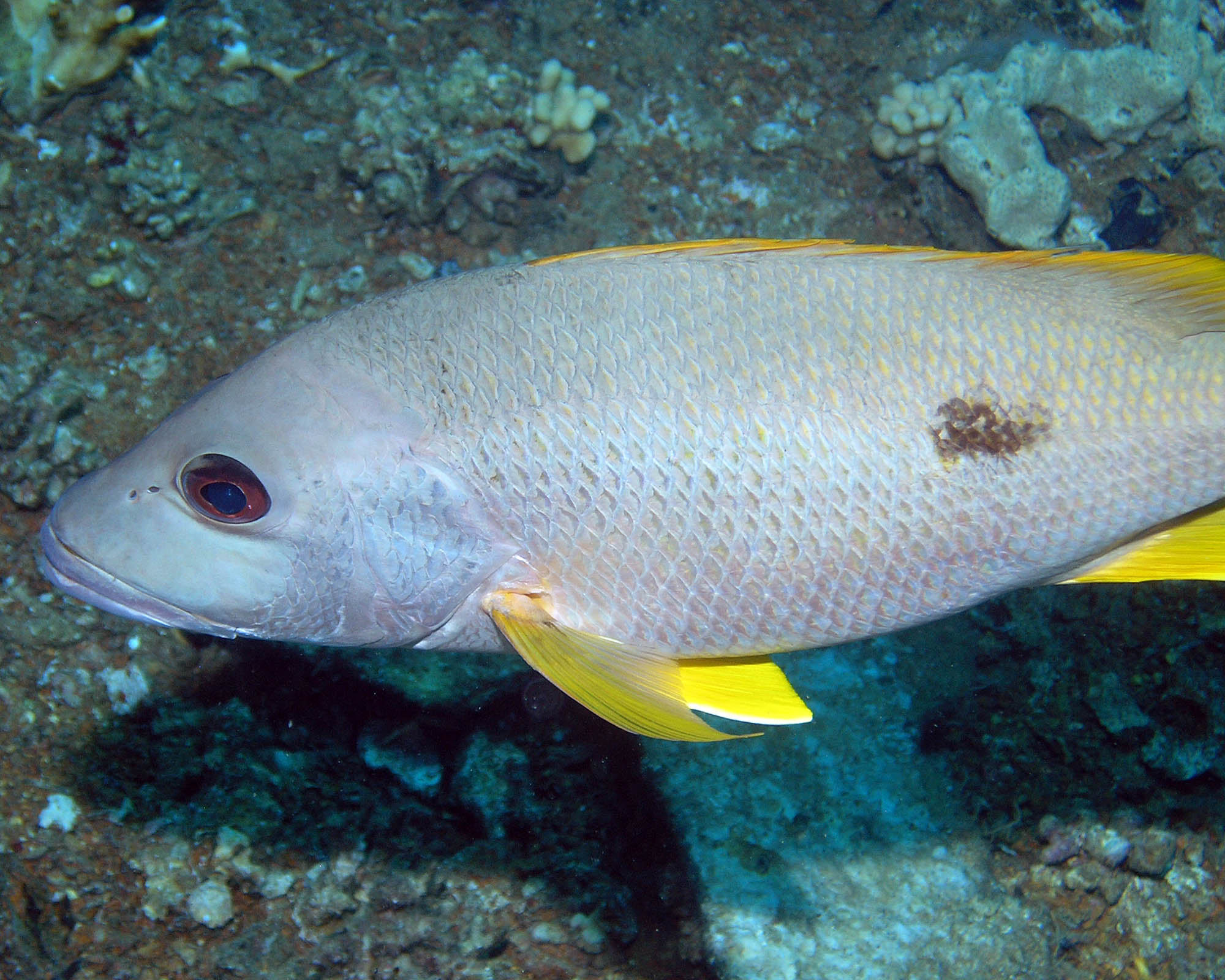
Lutjanus monostigma
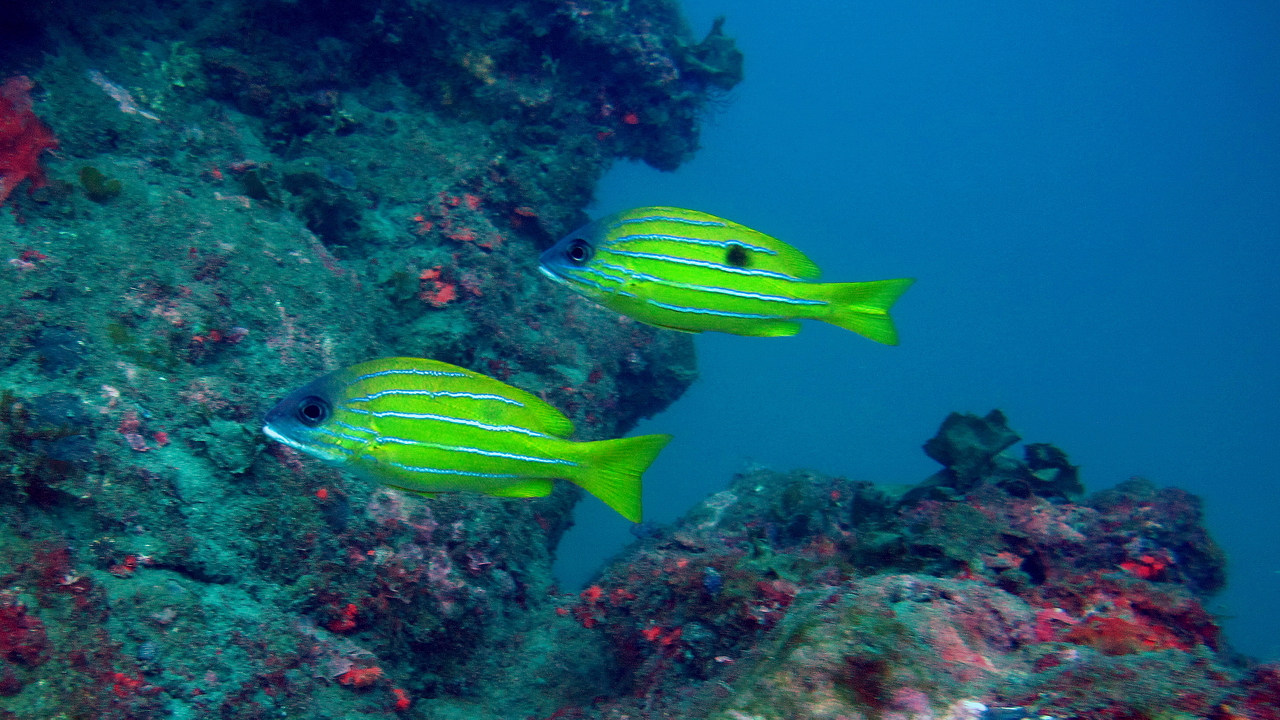
Lutjanus quinquelineatus
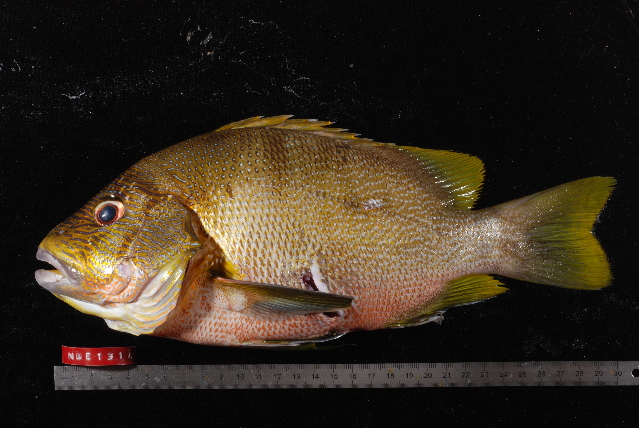
Lutjanus rivulatus
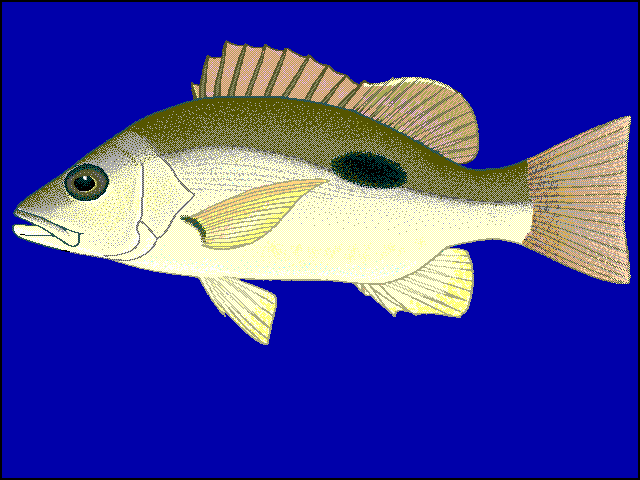
Lutjanus russellii
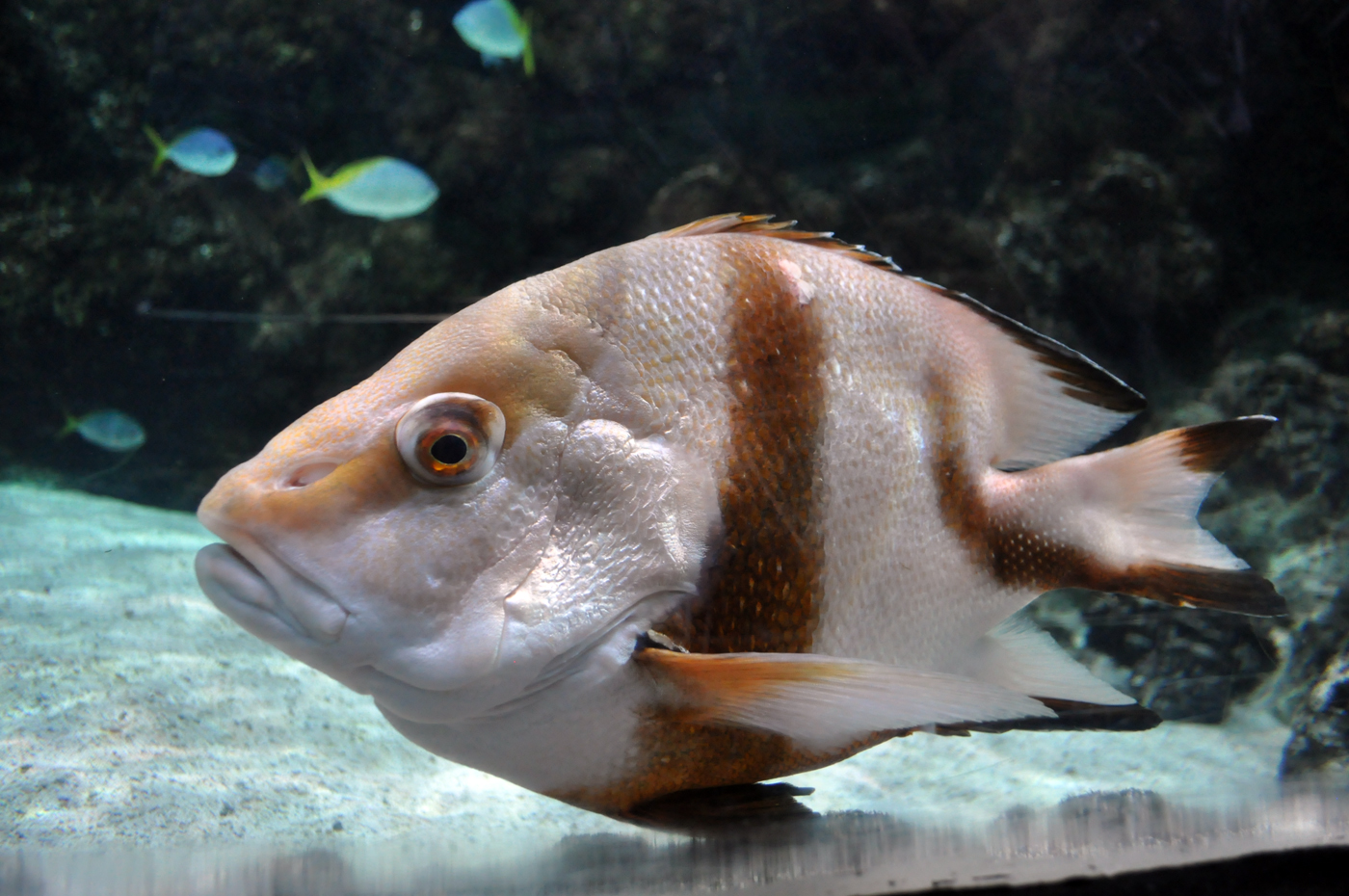
Lutjanus sebae
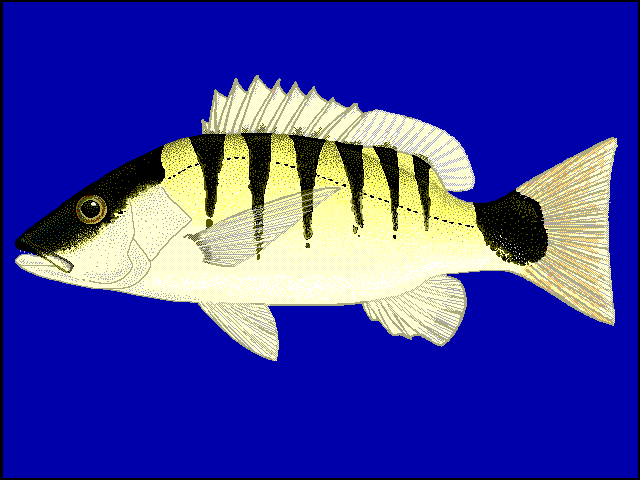
Lutjanus semicinctus
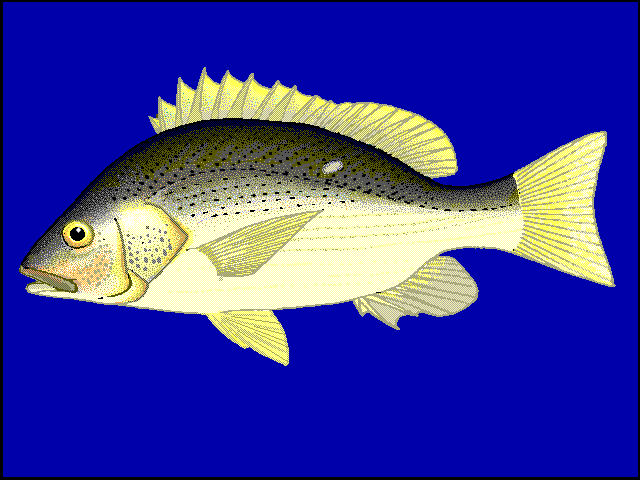
Lutjanus stellatus
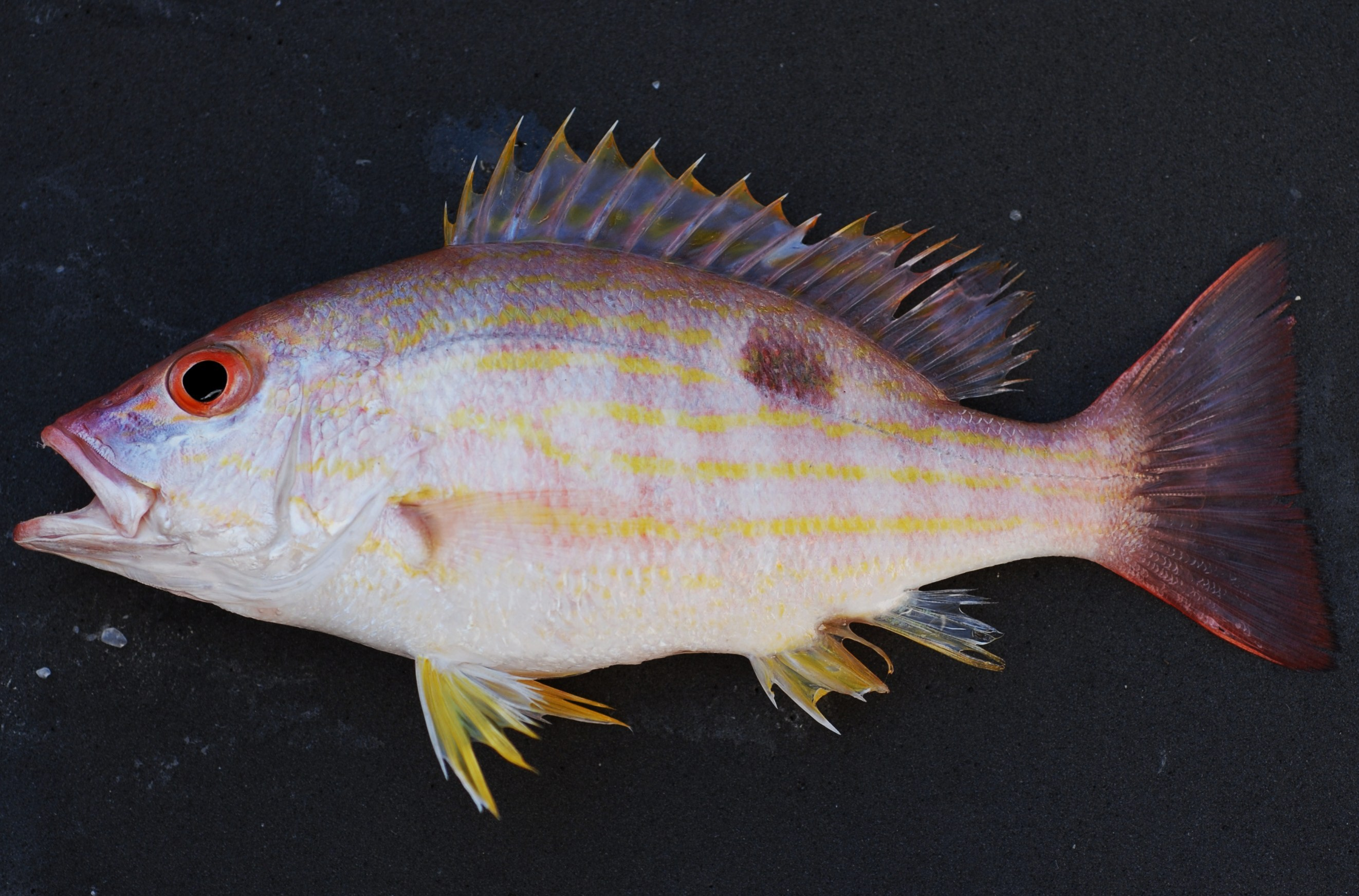
Lutjanus synagris
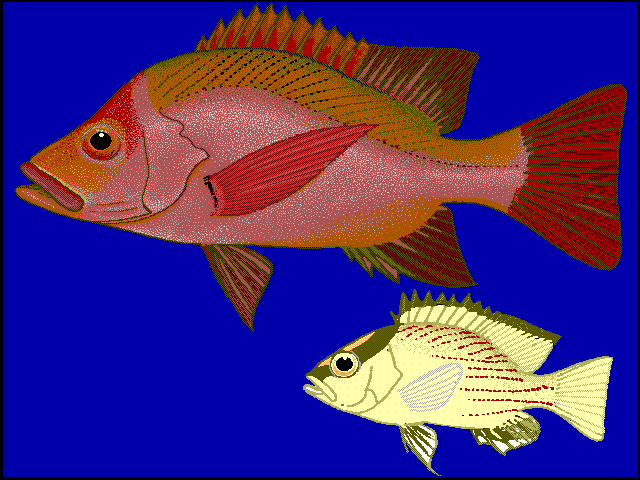
Lutjanus timorensis
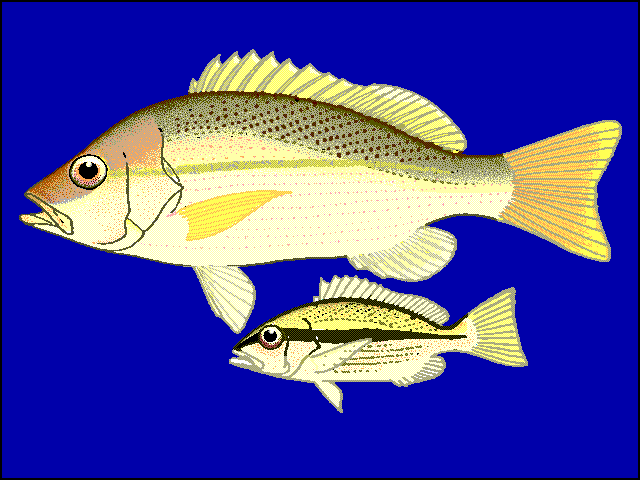
Lutjanus vitta
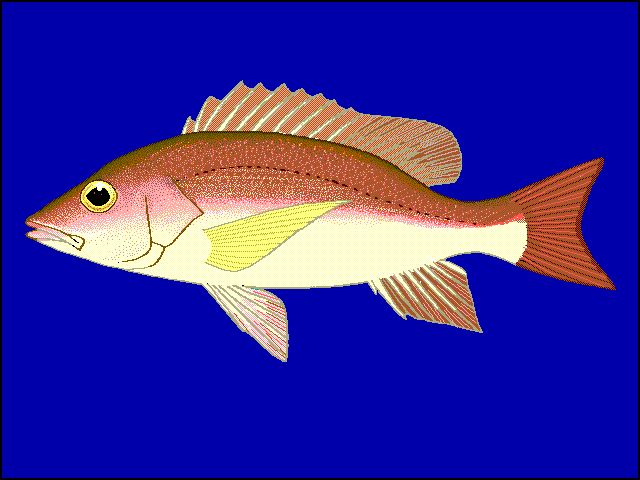
Lutjanus vivanus